# Đảo Saint-Paul
Île Saint-Paul (Đảo Thánh Phaolô) là một đảo thuộc Vùng đất phía Nam và châu Nam Cực thuộc Pháp (Terres australes et antarctiques françaises—TAAF) tại Ấn Độ Dương, đảo có diện tích 6 kilômét vuông (2,3 dặm vuông Anh). Hòn đảo nằm cách 85 km (53 mi) về phía tây nam của đảo Amsterdam lớn hơn, và nằm cách 3.000 km (1.900 mi) về phía nam của Réunion. Đảo là một nới sinh sản quan trọng của các loài chim biển. Một cabin nghiên cứu khoa học trên đảo được sử dụng để phục vụ cho các cuộc nghiên cứu ngắn, song đảo không có dân cư cố định. Đảo trước đây thuộc quyền quản lý của Réunion. Tuy nhiên vào năm 2007, nhà đương cục Mauritius đã tuyên bố rằng họ có thể có chủ quyền với cả Île Saint-Paul và Île Amsterdam.
Île Saint-Paul là một trong ba đảo đối cực của lục địa Hoa Kỳ, tương ứng với một khu vực nằm cách 10 dặm (16 km) về tây nam của Cheyenne Wells, Colorado.
Île Saint-Paul có hình tam giác, và nơ]i rộng nhất không quá 3 mi (4,8 km). Đảo là đỉnh của một núi lửa đang hoạt động, núi lửa phun trào lần cuối vào năm 1793, với các tảng đá và vách đá thẳng đứng ở bờ biển phía đông. Một núi lửa đổ sập vào năm 1780, nối với biển qua một kênh dài 100 m (330 ft); lối vào chỉ sâu vài mét, do đó chỉ cho phép các tàu thuyền nhỏ vào trong miệng núi lửa. Vùng bên trong, rộng 1 km (0,62 mi) và sâu 50 m (160 ft), bị bao quanh bởi các bức tường dốc cao đến 270 m (890 ft). Có các suối nước nóng tại đảo.